# Španělská válka za nezávislost
Španělská válka za nezávislost, známá v jiných jazycích též jako Poloostrovní válka či Válka na Pyrenejském poloostrově, byla jednou z napoleonských válek. Trvala mezi lety 1808–1814.
Josef Bonaparte, Napoleonův bratr a neapolský král, byl za přítomnosti španělských a amerických zástupců prohlášen v Bayonne za krále Španělska a v červenci 1808 vstoupil do Madridu.
Španělský národ se ale touto novou, z ciziny dosazenou vládou cítil ponížen a odmítl ji proto akceptovat. Již před Josefovým příchodem do země vypuklo proti Francouzům celonárodní povstání. Velení vzbouřenců (ústřední junta) se sice dopustilo některých chyb, když často zasahovalo nanejvýš nesmyslným způsobem do vojenských operací nebo odvolávalo schopné generály, nicméně jeho výzvou ke guerillové válce v prosinci 1808 nastal v bojích zásadní zvrat. Nepřetržité útoky guerrilleros vyčerpávaly francouzské okupanty a znemožňovaly jim tak využít jejich vítězství na otevřeném poli.
Povstání podpořila i katolická církev, ačkoli mezi povstalci bylo mnoho jí nepřátelsky naladěných liberálních elementů. K podpoře povstalců přispěla také občasná tažení Britů do Španělska vedená Arthurem Wellesleyem, pozdějším vévodou z Wellingtonu, třebaže Britové byli vždy po několika menších úspěších přinuceni postupujícími Francouzi k ústupu zpět do Portugalska. V lednu 1810 vstoupila francouzská vojska do Andalusie a po dobytí Almeidy vpadlo v srpnu 80 000 Francouzů do Portugalska s cílem vyhnat odsud Brity. Porážka povstalců se zdála být neodvratnou, zvláště když se především vyšší a majetnější vrstvy obyvatelstva začaly přidávat na stranu bonapartistického krále. Do Cádizu, kam se vzbouřenecká junta uchýlila, byly svolány kortesy, jež v roce 1812 vypracovaly první moderní, liberální ústavu Španělska, neformálně nazývanou La Pepa. Ústava počítala se vznikem konstituční monarchie, v níž by zákonodárná pravomoc náležela kortesům a kromě jiného také požadovala zrušení instituce inkvizice. Tento dokument byl ve své době nadmíru pokrokový a stal se základem pozdějšího španělského ústavního vývoje.
V Portugalsku se zatím Wellesley úspěšně ubránil francouzským útokům, jejichž dlouhé zásobovací linie byly současně napadány španělskými povstalci. Wellesley byl následně kortesem pověřen velením veškerých španělských vojenských sil. V lednu 1812 Wellesley zahájil nové tažení do Španělska a poté, co porazil Francouze u Salamanky, vtáhl v srpnu 1812 do Madridu. Pod tlakem posílených francouzských vojsk byl sice znovu přinucen k ústupu za portugalské hranice a Madrid tak byl naposled obsazen Francouzi, avšak katastrofa Napoleonova vojska v Rusku měla zásadní dopad také na vývoj války na Iberském poloostrově. V červnu 1813 byli Francouzi definitivně poraženi v bitvě u Vitorie a následně se před vytrvale postupujícím Wellesleyem stáhli zpět za Pyreneje (Právě Wellesley pak Napoleona definitivně porazil u Waterloo).
Španělsko tak znovu nabylo svoji nezávislost, avšak za vysokou cenu: žádná z napoleonských válek nestála tolik lidských životů jako právě španělská vzpoura – střízlivé odhady říkají, že Britové ztratili zhruba 35 000 mužů, padlých španělských povstalců bylo okolo 25 000, portugalských 7000 a na francouzské straně mělo padnout asi 180 000 vojáků. Existují však i vyšší odhady, například vojenský statistik Micheal Clodfelter, který započítává i mrtvé v důsledku vypuknuvších epidemií a hladu, odhadl počet mrtvých v důsledku španělské války za nezávislost na jeden milion.
Na válku reagovalo i umění, k nejslavnějším reakcím patří cyklus 80 grafik španělského malíře Francisco Goyi Hrůzy války. Tématu války, francouzské okupace a Goyi se věnuje i film Miloše Formana Goyovy přízraky z roku 2006.

## 1808

### Pyrenejský poloostrov během povstání
Dne 2. května se občané Madridu vzbouřili proti francouzské okupaci; povstání bylo potlačeno elitní císařskou gardou Joachima Murata a mamlúckým jezdectvem, které vtrhlo do města a rozdrtilo povstalce. Proti obyvatelům Madridu bojovali Mamlúci z Napoleonovy císařské gardy, přičemž měli na hlavě turbany a používali zakřivené šavle, čímž vyvolávali vzpomínky na muslimské Španělsko. Následujícího dne, jak zvěčnil Francisco Goya na svém obraze Popravy 3. května 1808, francouzská armáda zastřelila stovky madridských občanů. Podobné represálie probíhaly i v dalších městech a pokračovaly několik dní. V mnoha částech Španělska vypukly krvavé, spontánní boje známé jako guerilla („malá válka“) proti Francouzům i úředníkům starého režimu. Přestože španělská vláda, včetně Rady Kastilie, přijala Napoleonovo rozhodnutí udělit španělskou korunu svému bratru Josefu Bonapartovi, španělské obyvatelstvo Napoleonovy plány odmítlo. První vlna povstání začala v Cartageně a Valencii 23. května; v Zaragoze a Murcii 24. května; a v provincii Asturie, která 25. května vyhnala svého francouzského guvernéra a vyhlásila válku Napoleonovi. Během několika týdnů následovaly všechny španělské provincie. Po zprávách o španělském povstání vypukla v červnu revolta i v Portugalsku. Francouzský oddíl pod velením Louise Henriho Loisona rozdrtil povstalce u Évory 29. července a zmasakroval obyvatelstvo města.
Zhoršující se strategická situace přinutila Francii zvýšit své vojenské závazky. K 1. červnu do země spěchalo přes 65 000 vojáků, aby zvládli krizi. Hlavní francouzská armáda o síle 80 000 mužů držela úzký pás centrálního Španělska od Pamplony a San Sebastiánu na severu po Madrid a Toledo ve středu země. Francouzi v Madridu se ukrývali za dalšími 30 000 vojáky pod velením maršála Bon-Adriena Jeannota de Monceyho. Sbor Jeana-Andoche Junota v Portugalsku byl odříznut 480 km nepřátelského území, ale během několika dní od vypuknutí povstání francouzské hlídky ve Staré Kastilii, Nové Kastilii, Aragonii a Katalánsku začaly pátrat po povstaleckých silách.

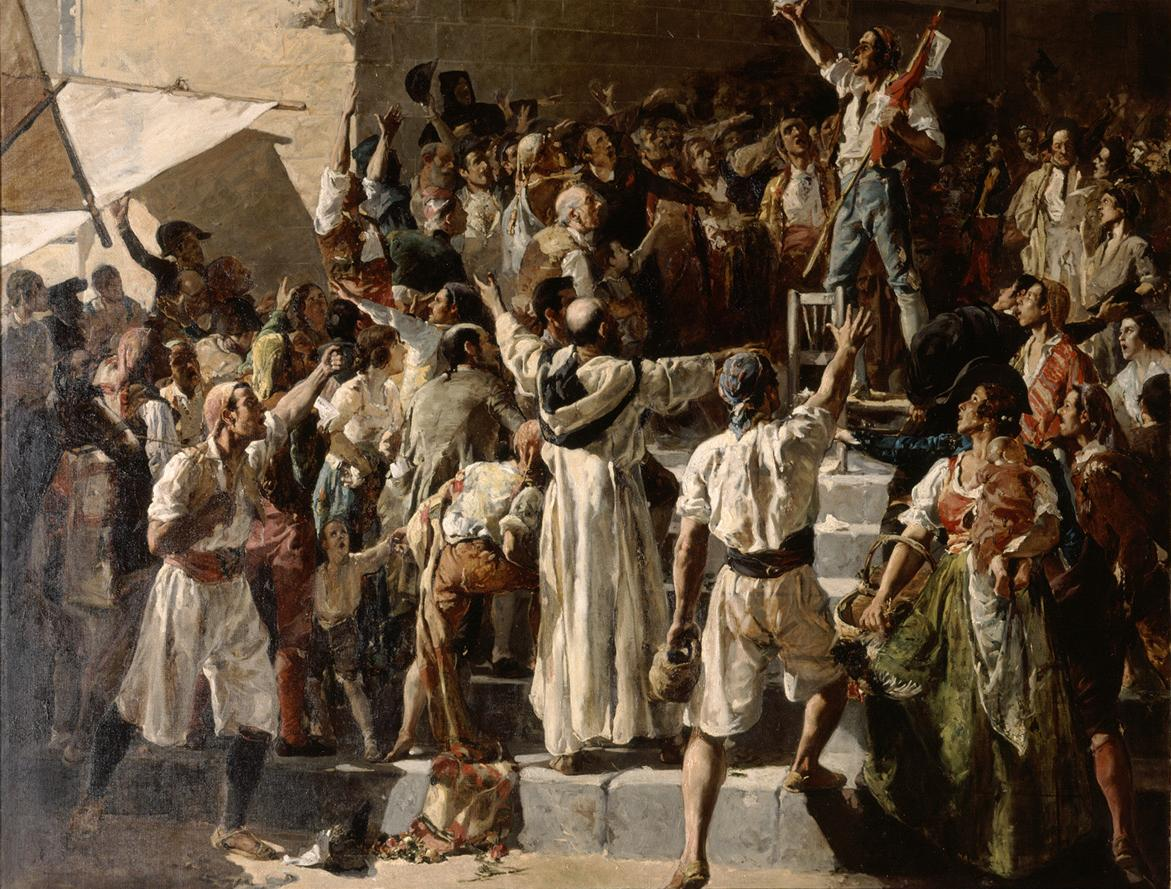
Joaquín Sorolla: Valencijci se připravují na odpor proti vetřelcům (Joaquín Sorolla, 1884)
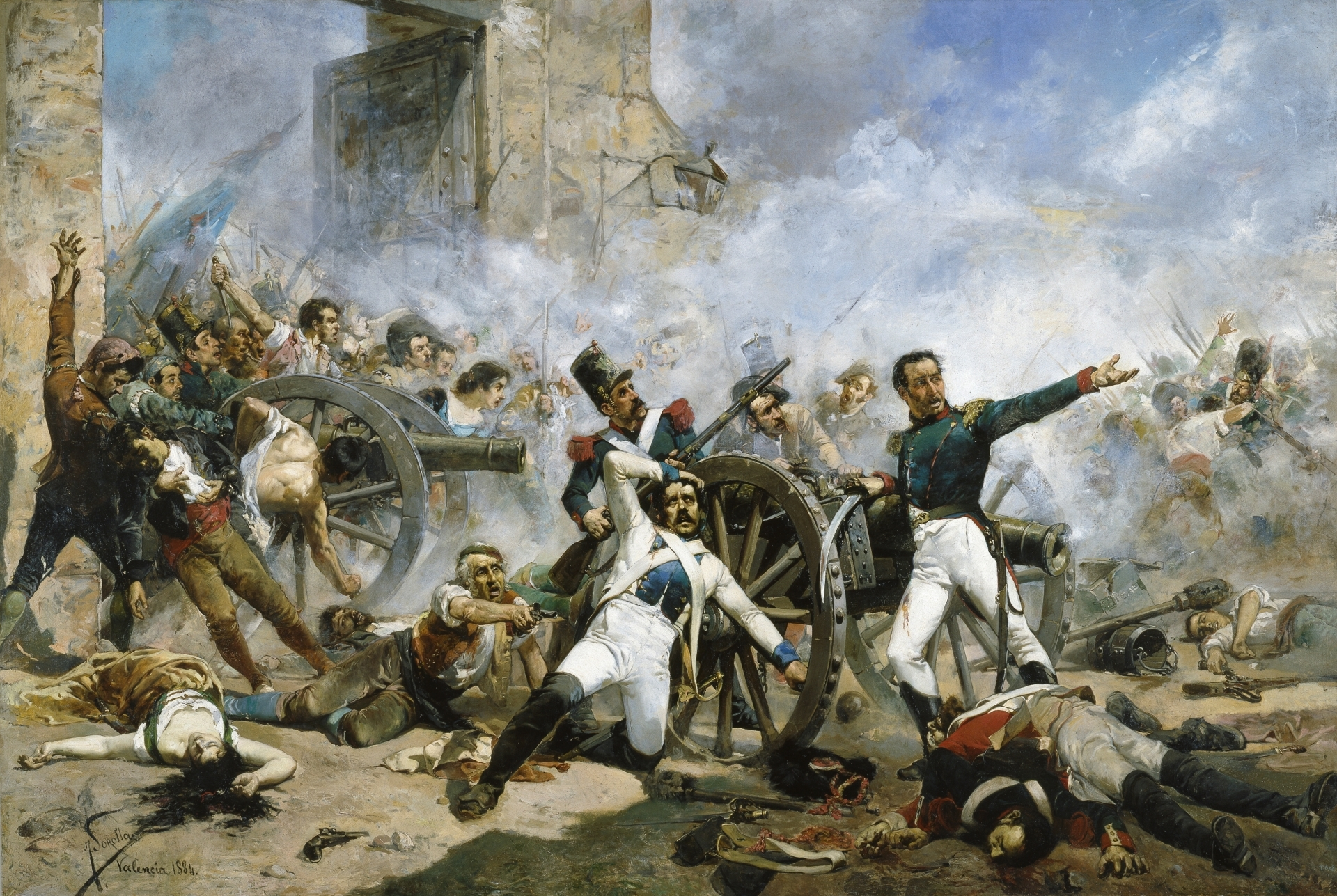
Druhý květen 1808: obránci Monteleónu kladou poslední odpor (Joaquín Sorolla, 1884)
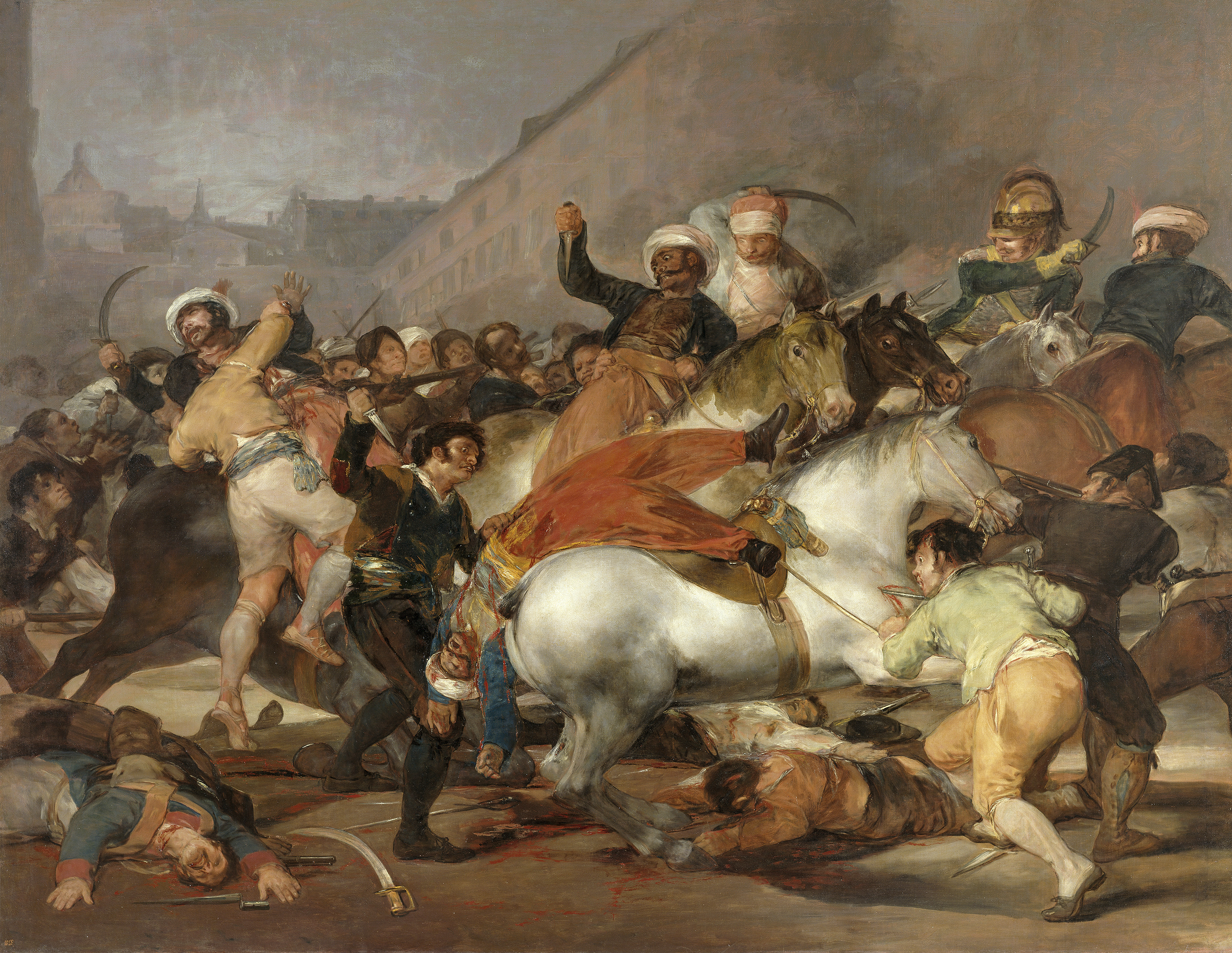
Druhý květen 1808 (Francisco Goya, 1814)
Popravy 3. května 1808: Francouzští vojáci popravují civilisty (Francisco Goya, 1814)